# Inmigración cubana en Uruguay
La inmigración cubana en Uruguay es el movimiento migratorio de ciudadanos provenientes de Cuba hacia territorio uruguayo. Es un fenómeno migratorio reciente que ha aumentado en la década de 2000.

## Historia
Uruguay es el tercer país en recibir inmigrantes cubanos, pero es muy difícil conseguir la calidad de refugiado ya que la mayoría no cumplen los requisitos solicitados.
Desde 2017 a 2022 casi 30.000 cubanos llegaron al país y se trasladan rápidamente a otros lugares, utilizando a Uruguay como trampolín para llegar a Estados Unidos y Europa.
Según el censo de 2023, en Uruguay hay cerca de 62.000 personas nacidas en el exterior de las cuales 12.400 son cubanas y de ese total 7.293 solicitaron refugio. Hasta 2024 se estima que 5.000 cubanos habían ingresado irregularmente al Uruguay, algunos sin el sellado de visa en el pasaporte desde Brasil. Los cubanos piden refugio o residencia permanente, pero solo se les otorga un documento para trabajar o acceder a educación o servicios de salud que se renueva cada dos años, mas no habilita para la reunificación familiar o para votar. 
Entre las organizaciones que hay en el país se encuentran: Asociación de Cubanos Residentes en Uruguay (ACRU) fundada en 2023, y ONG Cubanos Libres en Uruguay.